# Scenidiopis
Scenidiopis is een geslacht van vlinders van de familie snuitmotten (Pyralidae), uit de onderfamilie Pyralinae.

## Soorten
- S. chionozyga (Lower, 1903)
- S. heterozyga Turner, 1937